# 敬村观音庙
敬村观音庙位于山西省临汾市襄汾县新城镇敬村，创建于金天会年间，建于元代，明代万历年间重修，面阔三间，进深四椽，单檐悬山顶。寺庙久已废弃
2021年8月4日，敬村观音庙公布为第六批山西省文物保护单位。